# Daenerys Targaryen
Daenerys Targaryen és un personatge fictici de la sèrie de literatura fantàstica Cançó de gel i de foc de l'autor estatunidenc George R. R. Martin. Daenerys és un dels protagonistes de l'obra, molts dels capítols estan narrats des del seu punt de vista.

## Aparença
Daenerys és una noia maca, amb els trets típics de la Casa Targaryen: cabells de color plata i ulls liles. Al començament de La Mà del Rei és un dels últims membres vius de l'antiga Casa Targaryen.

## Biografia

### Naixement i infantesa
Daenerys forma part de la Casa Targaryen, l'anterior dinastia que regnava a Ponent. El seu pare fou el rei Aerys II i la seva mare la reina Rhaella, germana del seu espòs. Daenerys fou concebuda durant la rebel·lió encapçalada per en Robert Baratheon, coneguda com la Guerra de l'Usurpador, que més endavant va posar fi al regnat de la seva família. Abans que nasqués, la seva mare i el seu germà Viserys varen fugir del setge a què estava sotmesa la capital, Port Reial, i s'instal·laren a Rocadrac, l'ancestral llar dels Targaryen.
L'encara noia va néixer-hi durant una gran tempesta, per això s'anomena Daenerys de la Tempesta. La seva mare va morir durant el part, i poc després Rocadrac va caure en mans dels rebels. Daenerys i el seu germà Viserys van aconseguir escapar-ne gràcies al cavaller Willem Darry, qui els va dur a Braavos, a les Ciutats Lliures. En Viserys i la Daenerys es consideraven a si mateixos els legítims reis de Ponent: Viserys III, rei dels Set Regnes, i la seva hereva, Daenerys, la Princesa de Rocadrac. A Braavos hi varen viure amb sir Willem a casa seva, però el cavaller ja era vell i quan va morir després d'uns anys, els seus criats van expulsar els germans de la casa.
Durant els següents anys, en Viserys i la Daenerys van errar per les nou Ciutats Lliures a la recerca d'ajuda. En Viserys era sovint cruel, amb canvis bruscs d'humor, amant de la violència (de fet, sovint maltractava la seva germana). La seva obsessió per recuperar el Tron de Ferro va transmetre's a la seva germana, qui va acabar per creure que reconquerir Ponent era l'objectiu final de la seva vida.
D'adulta, va ser violada per Khal Drogo, de qui es va enamorar i amb qui va contraure matrimoni tot seguit.